# Гарсия, Райан
Райа́н Гарси́я (англ. Ryan Garcia; род. 8 августа 1998, Викторвилл, Калифорния, США) — американский боксёр-профессионал, выступающий в первом полусреднем весе, во второй полулёгкой и лёгкой весовых категориях. Среди профессионалов — бывший временный чемпион мира по версии WBC (2021), чемпион по версии WBC Silver (2019—2021), чемпион Северной Америки по версии WBO NABO (2019—2021) в лёгком весе. Бывший чемпион Северной Америки по версиям NABF (2018) и WBO NABO (2018) во 2-м полулёгком весе.

## Любительская карьера
Боксом начал заниматься с 7 лет. В любительском боксе Райан провёл 230 официальных боёв, в них одержал 215 побед и потерпел 15 поражений. В любителях на официальных соревнованиях он шесть раз встречался с бывшим абсолютным чемпионом мира в лёгком весе по версиям WBC, WBA, WBO, IBF, а также действующем чемпионом мира в первом полусреднем весе WBC Девином Хейни, счёт их противостояний — 3:3 (три победы и три поражения).

## Профессиональная карьера
Дебютировал на профессиональном ринге 9 июня 2016 года, одержав победу техническим нокаутом в 1-м раунде над мексиканцем Эдгаром Меза.
Примерно с середины 2019 года Райан тренируется под руководством мексиканца Эдди Рейносо, который является основным тренером знаменитого чемпиона Сауля Альвареса. 12 февраля 2022, принял решение сменить наставника — ушёл от Эдди Рейносо к Джо Гуссену. Последнее время тренируется у лучшего тренера 2017 года по версии журнала Ring Magazine Деррик Джеймс.
Также Райан спарринговал с такими чемпионами мира, как например Василий Ломаченко и Хорхе Линарес.
14 февраля 2020 года в 1-м же раунде нокаутировал опытного никарагуанца Франсиско Фонсеку, и защитил титул чемпиона по версии WBC Silver в лёгком весе (1-я защита Гарсиа).

#### Чемпионский бой с Люком Кэмпбеллом
2 января 2021 года в Далласе (США) победил нокаутом в 7-м раунде 33-летнего опытного британца Люка Кэмпбелла, и завоевал титул временного чемпиона мира по версии WBC в лёгком весе. Кэмпбелл отправил молодого американца в нокдаун во 2-м раунде, но Гарсия не растерялся и в 7-м раунде отправил Кэмпбелла на настил ринга точным ударом в корпус. Британец пытался справиться и встать до окончания отсчета рефери, но не смог этого сделать.

#### Бой с Эммануэлем Тагое
9 апреля 2022 года в Сан-Антонио (Техас, США) одержал победу единогласным решением судей над опытнейшим 33-летним африканцем Эммануэлем Тагое. Во-втором раунде Гарсия коротким правым в челюсть отправил Эммануэля в нокдаун который рефери засчитал, но Тагое не согласился с этим. Последующие раунды прошли в невысоком темпе где Гарсия пытался выцеливать и оказывать давление, а Тагое работал вторым номером и «сушил» бой. Ярким эпизодом второй половины боя стоит отметить нокдаун в 10-м раунде, в который Гарсия послал Тагое, но опять же добить не сумел. Решение судей было следующим: 119—108, 119—108 и 118—109 в пользу Гарсии.

#### Бой с Хавьером Фортуной
16 июля 2022 года в Лос Анджелесе (Калифорния, США) вышел на бой против экс-чемпиона мира в первом легком весе и бывшим претендентом на титул в легком весе Хавьера Фортуны. Гарсия в свойственной ему манере захватил центр ринга и начал давить оппонента. 33-летний Фортуна работал экономно и на контратаках. В 4-м и 5-м раунде Гарсии удалось послать Фортуну в нокдауны. В 6-м раунде оказавшись снова на полу не смог встать до окончания отсчета рефери.

#### Бой с Джервонтой Девисом
В конце 2022 года две суперзвезды Райан Гарсия и Джервонта Дэвис анонсировали в соцсетях, что проведут давно ожидаемый поединок в апреле 2023 года в Лас-Вегасе. Весовая категория боя — промежуточный вес до 136 фунтов (61,7 кг).
Бой прошел 22 апреля 2023 года на T-Mobile Arena в Лас Вегасе (Невада, США) и закончился победой нокаутом Девиса в седьмом раунде. Гарсия активно начал поединок, но во втором раунде попался на оверхэнд которым его подловил Дэвис. Это заставило Гарсию действовать несколько следующих раундов более осторожно. В этом отрезке боя Гарсии можно отдать 6-й раунд за счет пары хороших эпизодов, однако уже в седьмом раунде Гарсия пропустил удар в корпус, взял колено и не стал продолжать бой.

#### Бой с Оскаром Дуарте
2 декабря 2023 года в Хьюстоне (Техас) в главном бою вечера организованного Оскаром Де Ла Хойей на DAZN успешно вернулся на ринг в новом для себя первом полусреднем весе (до 63,5) и нокаутировал мексиканца Оскара Дуарте.
В этом бою Гарсия решил работать вторым номером и действовать в контратакующей манере. Дуарте шел вперед и выбрасывал много ударов, некоторые из которых попадали куда попало, например в спину. В 8-м раунде Гарсия активизировался мощно потряс соперника и отправил в нокдаун. Оскар встал на счет десять, но рефери оценив состояние боксера принял решение остановить бой.

### Чемпионский бой с Девином Хейни
20 апреля 2024 года в Нью-Йорке (США) на арене Barclays Center состоялся бой с чемпионом мира по версии WBC в 1-м полусреднем весе Девином Хэйни. Вечер организован промоутерами Оскаром Де Ла Хойей (Golden Boy) и Эдди Хирном (Matchroom Boxing). Хейни защищал титул чемпиона мира по версии WBC в первом полусреднем весе. На взвешивании Гарсия не смог уложиться в лимит категории, превышение составило 1,45 кг. Это означало, что Райан не мог претендовать на пояс WBC и лишился части гонорара.
Бой оказался захватывающим, с обоюдоострыми атаками. В первом раунде Гарсия жестко потряс Хейни левым боковым заставив выживать в клинче, Гарсия пытался добить, но делал это небрежно и сильно спешил. Во втором раунде Хейни работал первым номером от джеба, попадал и был лучше. Третий, четвертый и пятый раунды остались за Хейни который был более спокоен, собран и точен. Только в 6-м раунде Гарсия смог прервать негативно складывающуюся тенденцию и близко взял раунд. В следующей трехминутке бойцы выдали зрелище: Гарсия два раза посылал Хейни в нокдауны, но рефери снял с него балл за удар после остановки. Раунд был отдан Райану со счетом 10-8. Следующие два раунда были близкие, а 10-й и 11-й были забраны Гарсией за счет нокдаунов от боковых ударов, 12-й так же ушел Райану. Победа Гарсии решением большинства судей: 112—112, 114—110, 115—109. Пояс WBC остался у Хейни. Статистика Compubox показала: джебы были за чемпионом (42-11), силовые за Гарсией (45-95).
Всемирное антидопинговое агентство обнаружило запрещенный препарат Остарин в крови Райана Гарсии.
В июне Спортивная комиссия штата Нью-Йорк вынесла окончательное решение — результат боя отменить и оставить NC (No Contest). Райан Гарсия будет дисквалифицирован на год, и в течение года будет должен тестироваться на допинг, и его результаты должны быть отрицательными. Боец будет оштрафован на 10 тыс. долларов. Пояс WBC остается у Хейни ввиду проваленного взвешивания Гарсией перед поединком.

#### Бой с Роландо Ромеро
2 мая 2025 года на площади Times Square в Нью Йорке (США) прошел супервечер Fatal Fury: City of the Wolves организованный Турки Аль аш-Шейхом в котором главным событием стал бой между дебютантами в полусреднем весе (до 66,7 кг) Гарсией и Роландо Ромеро (17-2, 13 КО). На кону боя стоял регулярный титул WBA. Первый раунд прошёл в разведке. Гарсия работал джебом и неспешно поддавливал, Ромеро вяло огрызался. Второй раунд начался с апсета, Гарсия пропустил два боковых оказавшись в нокдауне. Ромеро не смог воспользоваться моментом чтобы добить, но на старте боя вышел вперед в судейских картах. Следующие раунды прошли с преимуществом Гарсии. Вторая половина боя начиная с 8-го раунда прошла с преимуществом Ромеро. Гарсия был невнятен и не убедителен, никак не хотел рисковать и провел пассивную концовку. Счёт боя:118—109 и 115—112 дважды . Compubox обнародовал статистику ударов: Гарсия нанёс больше точных ударов (66-57) за счёт того, что чаще попадал джебом (48-39), а вот по силовым у соперником равенство (18-18).

## Статистика профессиональных боёв
В таблице перечислены результаты всех поединков боксёров.
В каждой строке указан результат поединка. Дополнительно номер поединка обозначен цветом, который обозначает итог поединка. Расшифровка обозначений и цветов представлена в нижеследующей таблице.
| Пример | Расшифровка                     |
| ------ | ------------------------------- |
|        | Победа                          |
|        | Ничья                           |
|        | Поражение                       |
|        | Планируемый поединок            |
|        | Поединок признан несостоявшимся |
| КО     | Нокаут                          |
| ТКО    | Технический нокаут              |
| PTS    | Решение судей (по очкам)        |
| UD     | Единогласное решение судей      |
| MD     | Решение большинства судей       |
| SD     | Раздельное решение судей        |
| RTD    | Отказ от продолжения боя        |
| DQ     | Дисквалификация                 |
| NC     | Поединок признан несостоявшимся |

| 26 поединков, 24 победы (20 нокаутом), 2 поражения, 1 NC. | 26 поединков, 24 победы (20 нокаутом), 2 поражения, 1 NC. | 26 поединков, 24 победы (20 нокаутом), 2 поражения, 1 NC. | 26 поединков, 24 победы (20 нокаутом), 2 поражения, 1 NC. | 26 поединков, 24 победы (20 нокаутом), 2 поражения, 1 NC. | 26 поединков, 24 победы (20 нокаутом), 2 поражения, 1 NC. | 26 поединков, 24 победы (20 нокаутом), 2 поражения, 1 NC. |
| Бой                                                       | Рекорд                                                    | Дата боя                                                  | Соперник                                                  | Место проведения боя                                      | Результат                                                 | Дополнительно |
| --------------------------------------------------------- | --------------------------------------------------------- | --------------------------------------------------------- | --------------------------------------------------------- | --------------------------------------------------------- | --------------------------------------------------------- | --- |
| 27                                                        | 24-2(1)                                                   | 2 мая 2025                                                | Роландо Ромеро (16-2)                                     | Таймс-сквер, Нью-Йорк, США                                | UD 12                                                     | Бой за вакантный титул регулярного чемпиона мира по версии WBA в полусреднем весе. Гарсия в нокдауне во 2-м раунде. Счёт судей: 112-115, 109-118, 112-115. |
| Перешёл в полусредний вес — 147 фунтов (до 66,678 кг).    |                                                           |                                                           |                                                           |                                                           |                                                           | |
| 26                                                        | 24-1(1)                                                   | 20 апреля 2024                                            | Девин Хейни (31-0)                                        | Барклайс-центр, Нью-Йорк, США                             | NC 12                                                     | Гарсия не уложился в лимит весовой категории 1-го полусреднего веса и не претендовал на титул. Хейни в нокдауне в 7-м, 10-м и 11-м раундах. Первоначально — победа Гарсии со счётом 112-112, 114-110 и 115-109. Позже результат боя был отменен из-за провала Гарсией допинг-теста. |
| 25                                                        | 24-1                                                      | 2 декабря 2023                                            | Оскар Дуарте Хурадо (26-1-1)                              | Тойота Центр, Хьюстон, Техас, США                         | KO 8 (12), 2:51                                           | Бой в промежуточном весе (до 64,9 кг). Счёт на момент остановки: 69-64, 68-65 (дважды) — все в пользу Гарсии. |
| 24                                                        | 23-1                                                      | 22 апреля 2023                                            | Джервонта Дэвис (28-0)                                    | Ти-Мобайл Арена, Лас-Вегас, Невада, США                   | TKO 7 (12), 1:17                                          | Бой в промежуточном весе (до 61,7 кг). Счёт на момент остановки: 56-58, 56-59, 55-59. |
| 23                                                        | 23-0                                                      | 16 июля 2022                                              | Хавьер Фортуна (37-3-1)                                   | Crypto.com-арена, Лос-Анджелес, Калифорния, США           | TKO 6 (12), 0:27                                          | Счёт: 50-43 (трижды). |
| Перешёл в 1-й полусредний вес — 140 фунтов (до 63,5 кг).  |                                                           |                                                           |                                                           |                                                           |                                                           | |
| 22                                                        | 22-0                                                      | 9 апреля 2022                                             | Эммануэль Таго (32-1)                                     | Alamodome, Сан-Антонио, Техас, США                        | UD 12                                                     | Бой в промежуточном весе (до 63,0 кг). Счёт: 118-109, 119-108 (дважды). Тагое в нокдауне в 1 и 10 раунде. |
| 21                                                        | 21-0                                                      | 2 января 2021                                             | Люк Кэмпбелл (20-3)                                       | Американ Эйрлайнс-центр, Даллас, Техас, США               | TKO 7 (12), 1:58                                          | Завоевал титул временного чемпиона мира по версии WBC в лёгком весе. |
| 20                                                        | 20-0                                                      | 14 февраля 2020                                           | Франсиско Фонсека (25-2-2)                                | Хонда-центр, Анахайм, Калифорния, США                     | KO 1 (12), 1:20                                           | Защитил титул чемпиона по версии WBC Silver (1-я защита Гарсиа) в лёгком весе. |
| 19                                                        | 19-0                                                      | 2 ноября 2019                                             | Ромеро Дуно (21-1)                                        | MGM Grand Garden Arena, Лас-Вегас, Невада, США            | KO 1 (12), 1:38                                           | Завоевал вакантный титул чемпиона по версии WBC Silver и титул WBO NABO (1-я защита Дуно) в лёгком весе. |
| 18                                                        | 18-0                                                      | 30 марта 2019                                             | Хосе Лопес (20-3-1)                                       | Fantasy Springs Casino, Индио, Калифорния, США            | RTD 2 (10), 3:00                                          | |
| 17                                                        | 17-0                                                      | 15 декабря 2018                                           | Браулио Родригес (19-3)                                   | Мэдисон-сквер-гарден, Нью-Йорк, штат Нью-Йорк, США        | KO 5 (10), 1:14                                           | |
| 16                                                        | 16-0                                                      | 1 сентября 2018                                           | Карлос Моралес (17-2-3)                                   | Fantasy Springs Casino, Индио, Калифорния, США            | MD 10                                                     | Счёт судей: 95-95 и 98-92 (дважды). |
| Перешёл в лёгкий вес — 135 фунта (до 61,24 кг).           |                                                           |                                                           |                                                           |                                                           |                                                           | |
| 15                                                        | 15-0                                                      | 4 мая 2018                                                | Джейсон Велес (26-4-1)                                    | Стабхаб Сентер, Карсон, Калифорния, США                   | UD 10                                                     | Счёт судей: 99-91 (трижды). Завоевал вакантные титулы чемпиона по версиям NABF и WBO NABO во 2-м полулёгком весе. |
| 14                                                        | 14-0                                                      | 22 марта 2018                                             | Фернандо Варгас Парра (32-13-3)                           | Fantasy Springs Casino, Индио, Калифорния, США            | KO 1 (10), 2:55                                           | Защитил титул молодёжного чемпиона по версии NABF Junior (2-я защита Гарсиа) во 2-м полулёгком весе. |
| 13                                                        | 13-0                                                      | 16 декабря 2017                                           | Ноэ Мартинес Райгоса (23-9-1)                             | Place Bell, Лаваль, Квебек, Канада                        | TKO 8 (8), 1:45                                           | |
| 12                                                        | 12-0                                                      | 2 ноября 2017                                             | Сезар Алан Валенсуэла (14-5-1)                            | Casino Del Sol, Тусон, Аризона, США                       | TKO 3 (8), 2:59                                           | Защитил титул молодёжного чемпиона по версии NABF Junior (1-я защита Гарсиа) во 2-м полулёгком весе. |
| 11                                                        | 11-0                                                      | 15 сентября 2017                                          | Мигель Каррисоса (10-2)                                   | MGM Grand, Лас-Вегас, Невада, США                         | KO 1 (8), 0:30                                            | Выиграл вакантный титул молодёжного чемпиона по версии NABF Junior во 2-м полулёгком весе. |
| 10                                                        | 10-0                                                      | 15 июля 2017                                              | Марио Антонио Масиас (28-21)                              | The Forum, Инглвуд, Калифорния, США                       | KO 1 (4), 1:14                                            | |
| Бой                                                       | Рекорд                                                    | Дата боя                                                  | Соперник                                                  | Место проведения боя                                      | Результат                                                 | Дополнительно |

## Профессиональные титулы

### Профессиональные региональные
- 2018.  Чемпион Северной Америки по версии WBO NABO во 2-м полулёгком весе.
- 2018.  Чемпион Северной Америки по версии NABF во 2-м полулёгком весе.
- 2019—2021.  Чемпион Северной Америки по версии WBO NABO в лёгком весе.
- 2019— н. в. Чемпион по версии WBC Silver в лёгком весе.